# Гелерт (мифология)

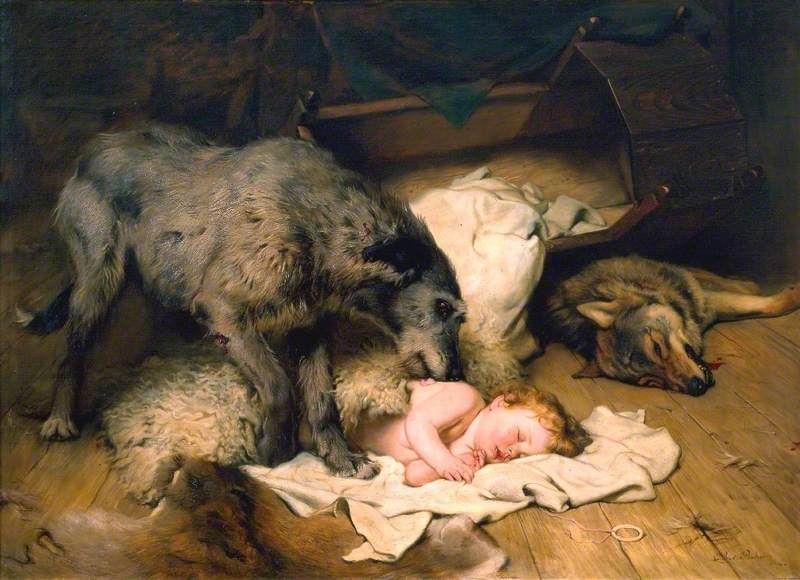
Картина «Гелерт» художника Чарльза Бартона Барбера

Гелерт (англ. Gelert) — легендарный пёс, ассоциирующийся с селом Беддгелерт (валл. Beddgelert, дословно переводится как «Могила Гелерта») в округе Гуинет, на северо-востоке Уэльса. В валлийской легенде собака принадлежала принцу (после правителю) королевства Гвинед Лливелину ап Иорверту. Он ушёл охотиться и оставил Гелерта со своим маленьким сыном, а когда вернулся, увидел перевёрнутую колыбель и спящего Гелерта со следами крови. Лливелин ап Иорверт подумал, что пёс растерзал его сына, достал свой меч и убил Гелерта. После он услышал плач сына, лежащего рядом с мёртвым волком. Тогда принц всё понял и со всеми почестями похоронил пса. После этого дня Лливелин больше никогда не улыбался.
Легенда про Гелерта похожа на историю пса Гинфорта из Франции. В случае с Гинфортом мальчика пытались убить не волки, а гадюка. Эта история восходит к бродячему сюжету индийского происхождения, известному как «Брахман и мангуст».

## В культуре и искусстве
Легенда упоминается во многих английских и валлийских стихотворениях. Среди них «Beth Gêlert» Уильяма Роберта Спенсера, написанное около 1800 года, «Beth Gelert» Ричарда Генри Хорна, «Gelert» Франциса Оррэя Тикнора и «Llewellyn» Уолтера Ричарда Кэсселса.
История также записана в книге про путешествия «Wild Wales: Its People, Language and Scenery» (1862) Джорджа Борроу.
В 2002 году телесериал «Incredible Story Studios» выпустил короткий выпуск «Возвращение Гелерта» (англ. The Return of Gelert), сценарий которого был написан уэльским школьником. В нём описывается, как дух (призрак) пса возвращается в село и тревожит его жителей.

## Могила Гелерта

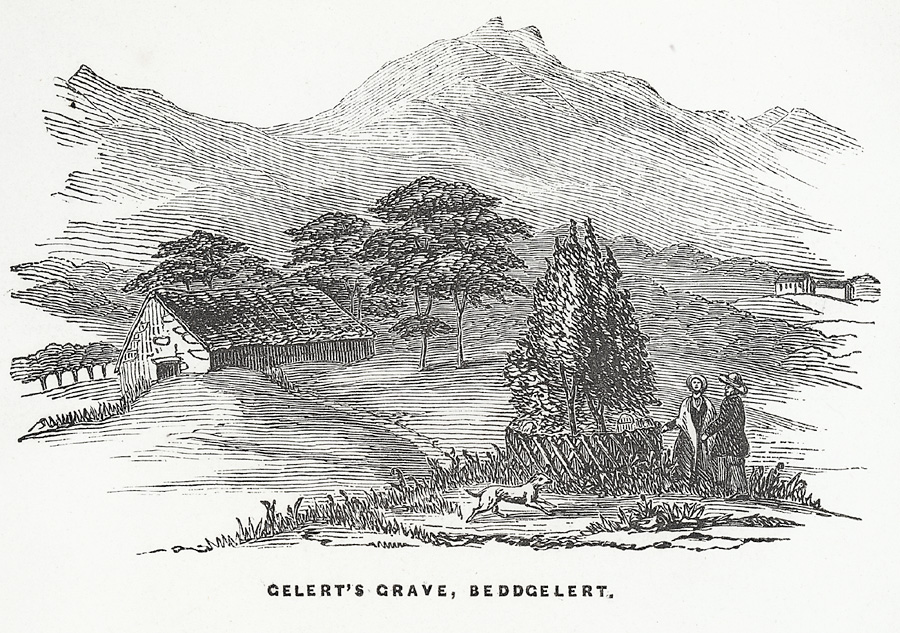
Могила Гелерта, 1850

Возможно, что своё название деревня получила от имени кельтского святого, жившего в VII веке, а добавочное «Bedd» (могила) придумал владелец отеля «Goat Hotel» Дэвид Причард в XVIII веке для привлечения туристов.
На предполагаемой могиле Гелерта есть два сланцевых мемориала, один на валлийском, а второй — на английском. Там написано:
GELERT’S GRAVE
IN THE 13TH CENTURY, LLYWELYN, PRINCE OF NORTH WALES, HAD A PALACE AT BEDDGELERT. ONE DAY HE WENT HUNTING WITHOUT GELERT «THE FAITHFUL HOUND» WHO WAS UNACCOUNTABLY ABSENT. ON LLYWELYN’S RETURN, THE TRUANT STAINED AND SMEARED WITH BLOOD, JOYFULLY SPRANG TO MEET HIS MASTER. THE PRINCE ALARMED HASTENED TO FIND HIS SON, AND SAW THE INFANT’S COT EMPTY, THE BEDCLOTHES AND FLOOR COVERED WITH BLOOD. THE FRANTIC FATHER PLUNGED THE SWORD INTO THE HOUND’S SIDE THINKING IT HAD KILLED HIS HEIR. THE DOG’S DYING YELL WAS ANSWERED BY A CHILD’S CRY. LLYWELYN SEARCHED AND DISCOVERED HIS BOY UNHARMED BUT NEAR BY LAY THE BODY OF A MIGHTY WOLF WHICH GELERT HAD SLAIN, THE PRINCE FILLED WITH REMORSE IS SAID NEVER TO HAVE SMILED AGAIN. HE BURIED GELERT HERE. THE SPOT IS CALLED BEDDGELERT.

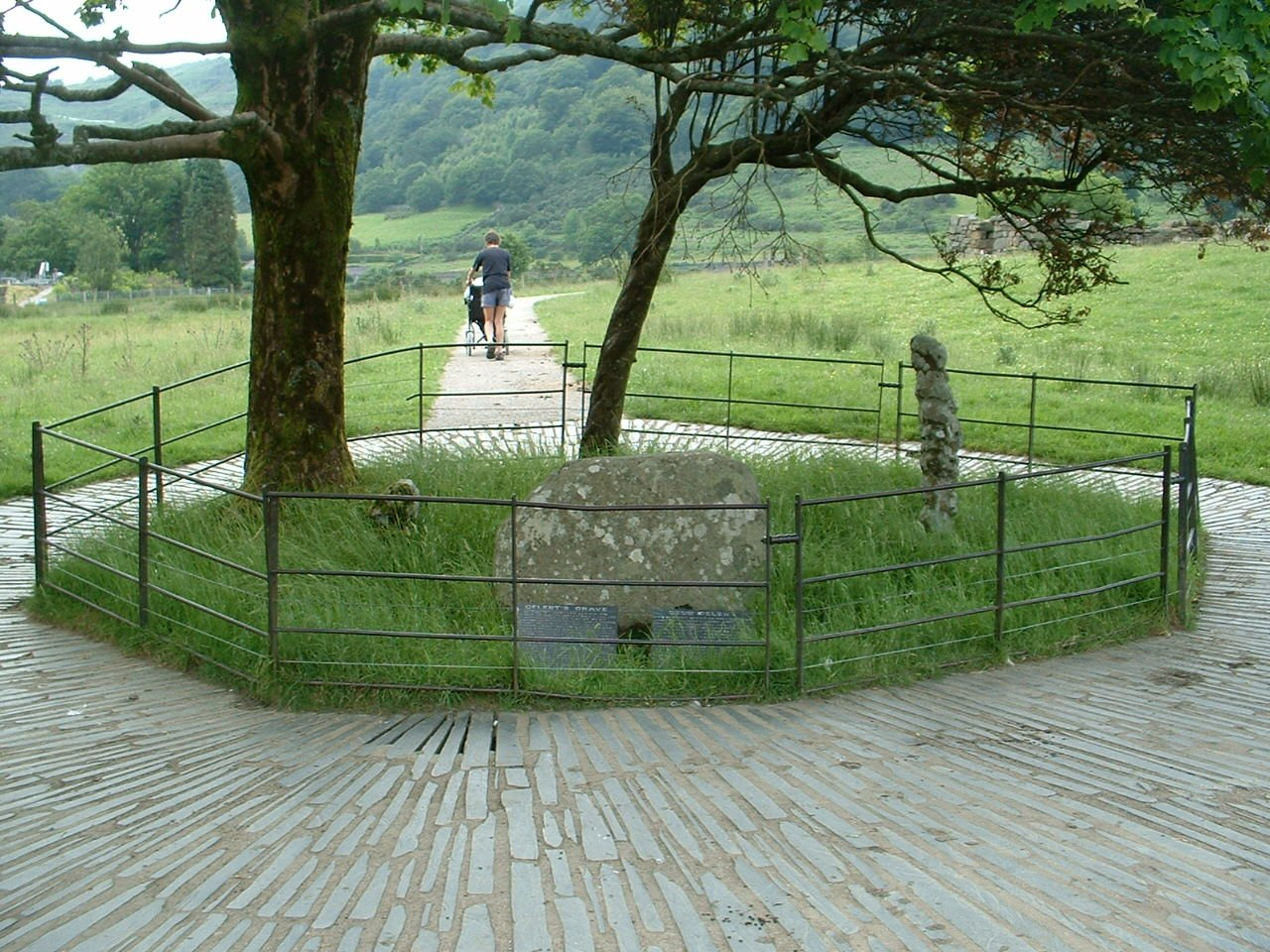
Могила Гелерта издалека, 2010 год
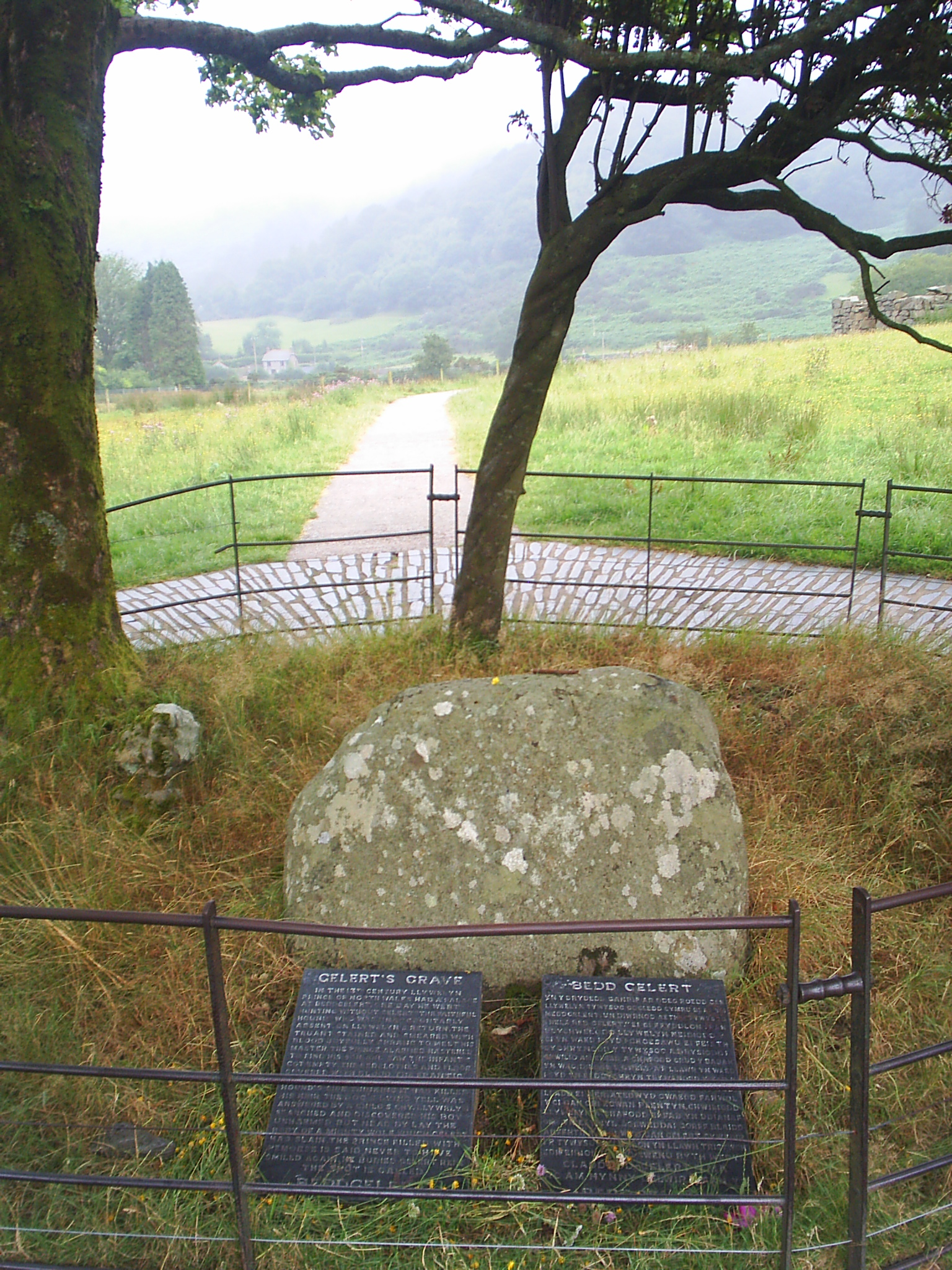
Могила Гелерта вблизи
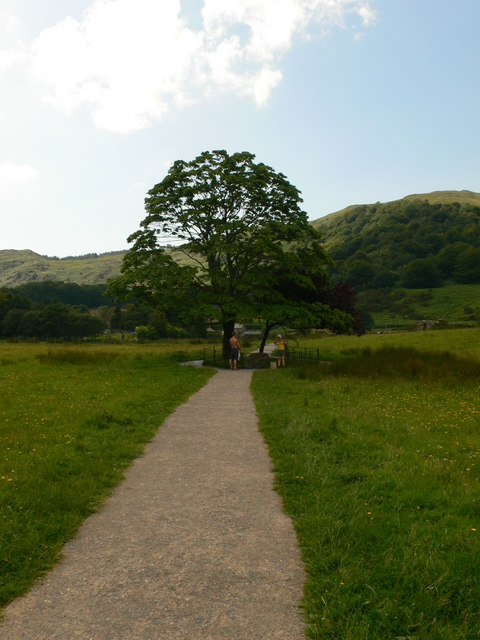
Тропа, ведущая к могиле
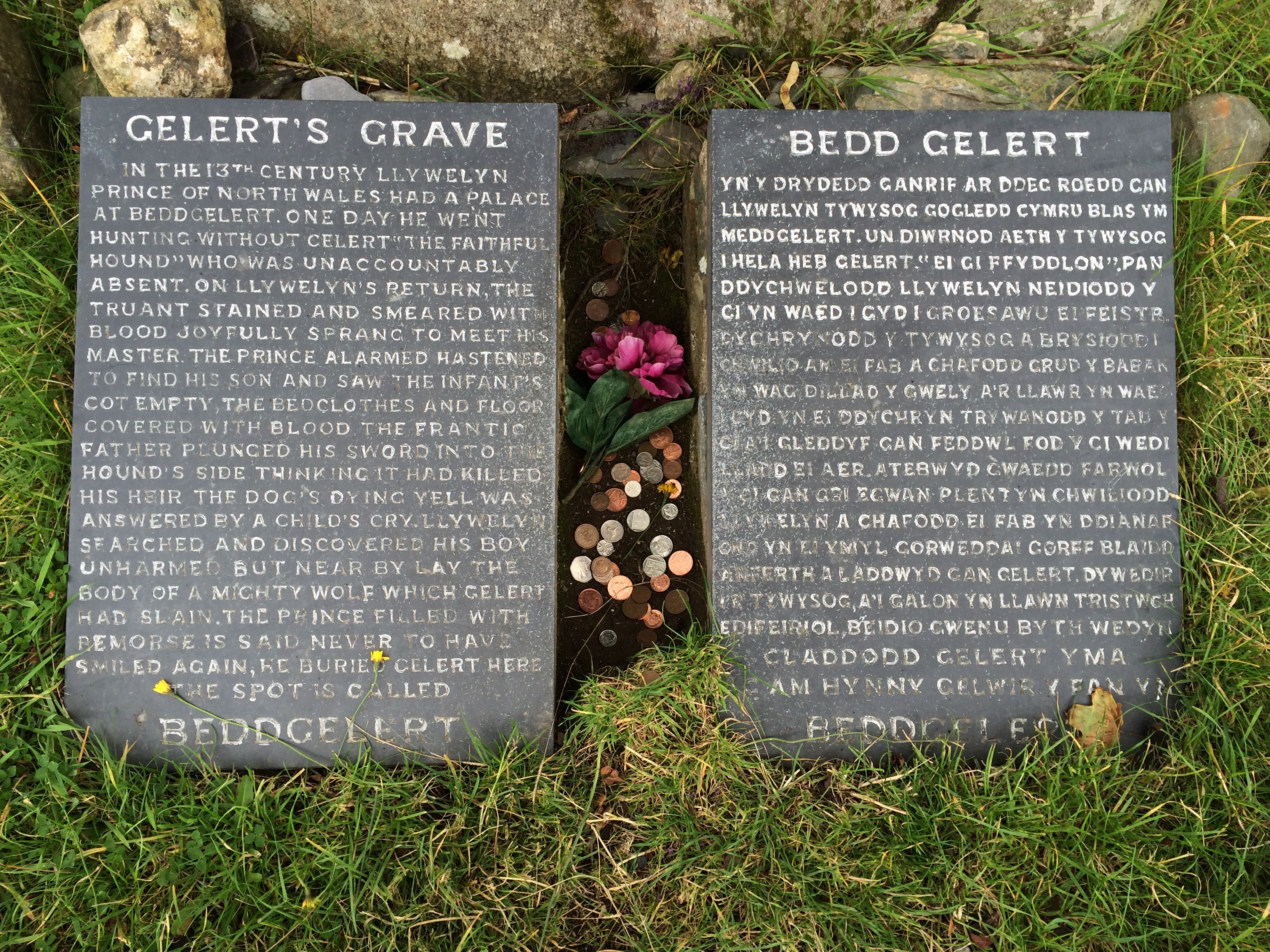
Сланцевые мемориалы, один из них — на валлийском, а другой — на английском